# Provinziallandtag der Provinz Schlesien
Der Provinziallandtag der Provinz Schlesien war der preußische Provinziallandtag für die Provinz Schlesien. Er trat in Breslau zusammen.

## Vorgeschichte
Unter Matthias Corvinus, der nach dem Tod des böhmischen Königs Georg von Podiebrad 1471 u. a. die Herrschaft in Schlesien, das ein Nebenland der Krone Böhmen war beanspruchte, wurde in Schlesien die Institution der Schlesischen Fürstentag eingerichtet. Dieser war eine Versammlung der dem böhmischen König direkt unterstellten Stände der Herzogtümer in Schlesien. Sie entsprachen den Landtagen in anderen frühneuzeitlichen Territorien. Nach der Eroberung Schlesiens durch Preußen endete diese Form ständischer Repräsentation 1742. Lediglich die 1770 errichtete Schlesische Landschaft griff auf diese Tradition zurück.

### Bildung des Provinziallandtags
Nachdem Preußen nach dem Wiener Kongress alle seine Territorien 1815 in neuer Form einheitlich als Provinzen organisiert hatte, kam die nördliche Oberlausitz um Görlitz 1816 zur Provinz Schlesien hinzu. Hier bestand eine ungebrochene Tradition landständiger Vertretungen, die zur Einrichtung des Kommunallandtags der Oberlausitz führte.
Preußen hatte sich in § 13 der Deutschen Bundesakte verpflichtet, eine landständige Verfassung zu erlassen. Es wurde jedoch kein allgemeiner Landtag eingesetzt, sondern es wurden auf Provinzebene Provinziallandtage geschaffen. Rechtsgrundlage war das Allgemeine Gesetz wegen Anordnung der Provinzialstände vom 5. Juni 1823. Für die Provinz Schlesien erfolgte dies durch das Gesetz wegen Anordnung der Provinzialstände für das Herzogthum Schlesien, die Grafschaft Glatz und das preußische Markgrafthum Oberlausitz vom 27. März 1824. Der so geschaffene Provinziallandtag bestand aus vier Ständen:
Der erste Stand, der Fürstenstand, setzte sich aus den Standesherren zusammen. Dieser umfasste zunächst sechs, ab 1827 dann 10 Abgeordnete. Drei (ab 1827: sieben) davon waren Virilstimmen für die jeweiligen Fürsten, die letzten drei Mandate waren den Inhabern der anderen Freien Standesherrschaften als Kuriatstimme gemeinsam:
Die Virilstimmen waren:
1. der Fürst von Lichtenstein, wegen des Fürstentums Jägerndorf und Troppau Preußischen Antheils (seit 1824)
2. der Fürst von Oels, dann der Herzog von Braunschweig-Oels, wegen des Fürstentums Oels (seit 1824)
3. der Herzog von Sagan, dann die Herzogin von Curland, wegen des Fürstentums Sagan (seit 1824)
4. der Fürst von Hatzfeld, wegen des Fürstentums Trachenberg (seit 1827)
5. der Fürst von Schönaich-Carolath, wegen des Fürstentums Carolath (seit 1827)
6. der Landgraf zu Hessen-Rothenburg, wegen des Herzogtums Ratibor (seit 1827)
7. der Fürst zu Anhalt-Cöthen-Pleß wegen des Fürstentums Pleß´ (seit 1827)

Die weiteren Standesherrschaften waren:
1. wegen der Standesherrschaft Ober-Beuthen, der Erbland-Mundschenk Graf Henkel von Donnersmarck;
2. wegen der Standesherrschaft Wartenberg, der Prinz Biron von Curland;
3. wegen der Standesherrschaft Militsch, der Erb-OberKämmerer Graf von Maltzahn;
4. wegen der Standesherrschaft Goschütz, der Erbland-Postmeister Graf von Reichenbach-Goschütz;
5. wegen der Standesherrschaft Muskau, der Fürst von Pückler-Muskau;
6. wegen der Standesherrschaft Kienast, der Erblandhofmeister Graf von Schaffgotsch;

Der zweite Stand, die Ritterschaft setzte sich aus 36 Abgeordneten zusammen. Von diesem wurden im Herzogtum Schlesien und der Grafschaft Glatz 30 und im Markgraftum Oberlausitz sechs Mitglieder gewählt. Wahlberechtigt waren die Besitzer eines Ritterguts in der Provinz.
Der dritte Stand, die Städte stellten 28 Abgeordneten (ab 1827: 30). Davon wurden im Herzogtum Schlesien und der Grafschaft Glatz 24 (ab 1827: 26) und im Markgraftum Oberlausitz vier Abgeordnete gewählt.
Der vierte Stand, die übrigen Gutsbesitzer, Erbpächter und Bauern setzte sich aus 14 (ab 1827: 16) Abgeordneten zusammen. Von diesen wurden im Herzogtum Schlesien und der Grafschaft Glatz 12 (ab 1827: 14) und im Markgraftum Oberlausitz zwei Mitglieder gewählt.
Die Mitglieder wurden jeweils auf sechs Jahre gewählt. Alle drei Jahre schied die Hälfte der Abgeordneten aus und wurde neu gewählt. Die Wahl erfolgte in Wahlbezirken. Wahlberechtigt waren Männer, die das 24. Lebensjahr vollendet hatten und seit 10 Jahren über einen entsprechenden Grundbesitz verfügten. Es wurden auch Stellvertreter gewählt. Die Standesherren konnten sich auf den Landtagen vertreten lassen. Der Vorsitzende des Landtags, der Landtagsmarschall, wurde vom König ernannt und entstammte den ersten beiden Kurien. Der Landtag verfügte über kein Selbstversammlungsrecht, sondern wurde vom König einberufen, vertagt und geschlossen. Die Beratungen des Landtags wurden in einem Landtagsabschied zusammengefasst. Regulär sollten Sitzungen zunächst alle zwei Jahre erfolgen.

#### Sitzungsperioden
Die Sitzungsperioden des Provinziallandtags der Provinz Schlesien waren:
1. 2. Oktober 1825 bis 2. Dezember 1825, Landtagsabschied vom 2. Juni 1827, für die Abgeordneten siehe Liste der Mitglieder des Provinziallandtags der Provinz Schlesien (1. Sitzungsperiode)
2. 13. Januar 1828 bis 2. März 1828, Landtagsabschied vom 22. Februar 1829, für die Abgeordneten siehe Liste der Mitglieder des Provinziallandtags der Provinz Schlesien (2. Sitzungsperiode)
3. 14. Februar 1830 bis 4. April 1830, Landtagsabschied vom 30. Dezember 1831, für die Abgeordneten siehe Liste der Mitglieder des Provinziallandtags der Provinz Schlesien (3. Sitzungsperiode)
4. 13. Januar 1833 bis 24. Februar 1833, Landtagsabschied vom 22. Juni 1834, für die Abgeordneten siehe Liste der Mitglieder des Provinziallandtags der Provinz Schlesien (4. Sitzungsperiode)
5. 29. Januar 1837 bis 4. April 1837, Landtagsabschied vom 20. November 1838, für die Abgeordneten siehe Liste der Mitglieder des Provinziallandtags der Provinz Schlesien (5. Sitzungsperiode)[3]
6. 28. Februar 1841 bis 4. Mai 1841, Landtagsabschied vom 6. August 1841, für die Abgeordneten siehe Liste der Mitglieder des Provinziallandtags der Provinz Schlesien (6. Sitzungsperiode)
7. 5. März 1843 bis 5. Mai 1843, Landtagsabschied vom 30. Dezember 1843, für die Abgeordneten siehe Liste der Mitglieder des Provinziallandtags der Provinz Schlesien (7. Sitzungsperiode)
8. 9. Februar 1845 bis 13. April 1845, Landtagsabschied vom 27. Dezember 1845, für die Abgeordneten siehe Liste der Mitglieder des Provinziallandtags der Provinz Schlesien (8. Sitzungsperiode)

### Der Gemeinsame Landtag und die Märzrevolution
Im Oktober 1842 wurde der Landtagsausschuss erstmals gemeinsam mit den ständischen Ausschüssen der anderen Provinzen zu einer „Versammlung der vereinigten ständischen Ausschüsse sämmtlicher Provinzen der Preußischen Monarchie“ berufen. Die Mitglieder des Provinziallandtags waren 1847 und 1848 Mitglieder des „Ersten bzw. Zweiten Vereinigten Landtags der Preußischen Monarchie“ nach der Verfassung vom 3. Februar 1847.
Hier gab es folgende Sitzungsperioden:
1. Erster Vereinigter Landtag 1847, für die Abgeordneten siehe Liste der Mitglieder des Ersten Vereinigten Landtages der Provinz Schlesien
2. Zweiter Vereinigter Landtag 1848, für die Abgeordneten siehe Liste der Mitglieder des Zweiten Vereinigten Landtages der Provinz Schlesien

Nach der Märzrevolution wurde der Provinziallandtag durch die Kreis-, Bezirks- und Provinzialordnung vom 11. März 1850 aufgehoben. In der Reaktionsära erfolgte die Wiederherstellung vorläufig durch den Erlaß des königlich preußischen Ministeriums des Innern vom 28. Mai 1851, bestätigt durch den Allerhöchsten Erlaß vom 19. Juni 1852 und zuletzt durch das Gesetz über die Aufhebung der … Provinzial-Ordnung vom 11. März 1850  vom 24. Mai 1853

### Die Neuregelungen der Provinzialordnung von 1875
Mit der Provinzialordnung für die Provinzen Preußen, Brandenburg, Pommern, Schlesien und Sachsen vom 29. Juni 1875 wurde die Wahl und die Aufgaben des Provinziallandtags der Provinz Schlesien völlig neu geregelt. Der Provinziallandtag bestand nun aus Abgeordneten der Land- und Stadtkreise der Provinz Schlesien. Jeder Kreis wählte zwei Abgeordnete. Kreise mit mehr als 50.000 Einwohnern wählten drei Abgeordnete, bei größeren Kreisen kam für jede volle Zahl von weiteren 50.000 Einwohnern ein weiterer Abgeordneter hinzu. Die Abgeordneten der Landkreise wurden von den Kreistagen gewählt. Die Abgeordneten mussten weiterhin ein Mindestalter von 30 Jahren haben. Die Wahldauer betrug sechs Jahre. Die erste Wahl erfolgte 1875. Es wurden keine Stellvertreter gewählt, stattdessen kam es zu Ergänzungswahlen. Der Vorsitzende des Provinziallandtages wurde nun von diesem selbst gewählt.
Für die erstmals nach diesem Wahlrecht gewählten Abgeordneten siehe Liste der Mitglieder des Provinziallandtags der Provinz Schlesien (1876–1881).

### In der Weimarer Republik
Nach der Novemberrevolution vom 9. November 1918 wurden in Preußen 1919 für die Parlamente und der kommunalen Volksvertretungen allgemeine und gleiche Wahlen nach dem Verhältniswahlrecht durchgeführt und erstmals auch das Frauenwahlrecht bewilligt. Hierbei wurden allerdings die Provinziallandtage nicht neu gewählt. Das Gesetz betreffend die Neuwahl der Provinziallandtage vom 16. Juli 1919 regelte, dass die Provinziallandtage aufgelöst und durch die (nun demokratisch gewählten) Kreistage bis zum 1. September 1919 neu gewählt werden sollten.
Mit dem Gesetz, betreffend die Errichtung einer Provinz Oberschlesien vom 14. Oktober 1919 wurde die Provinz Schlesien in die Provinz Oberschlesien und Provinz Niederschlesien aufgeteilt. Aufgrund des Friedensvertrages von Versailles kam es hier auch zu größeren Gebietsabtretungen. Entsprechend wurde ein Provinziallandtag der Provinz Oberschlesien und ein Provinziallandtag der Provinz Niederschlesien gebildet; damit endete die Geschichte des Provinziallandtags der Provinz Schlesien. Die Mitglieder des letzten Provinziallandtags der Provinz Schlesien wurden mit der Aufteilung ohne Neuwahlen je nach Wahlbezirk Abgeordnete der neuen Provinziallandtage.

## Landeshaus der Provinz Schlesien

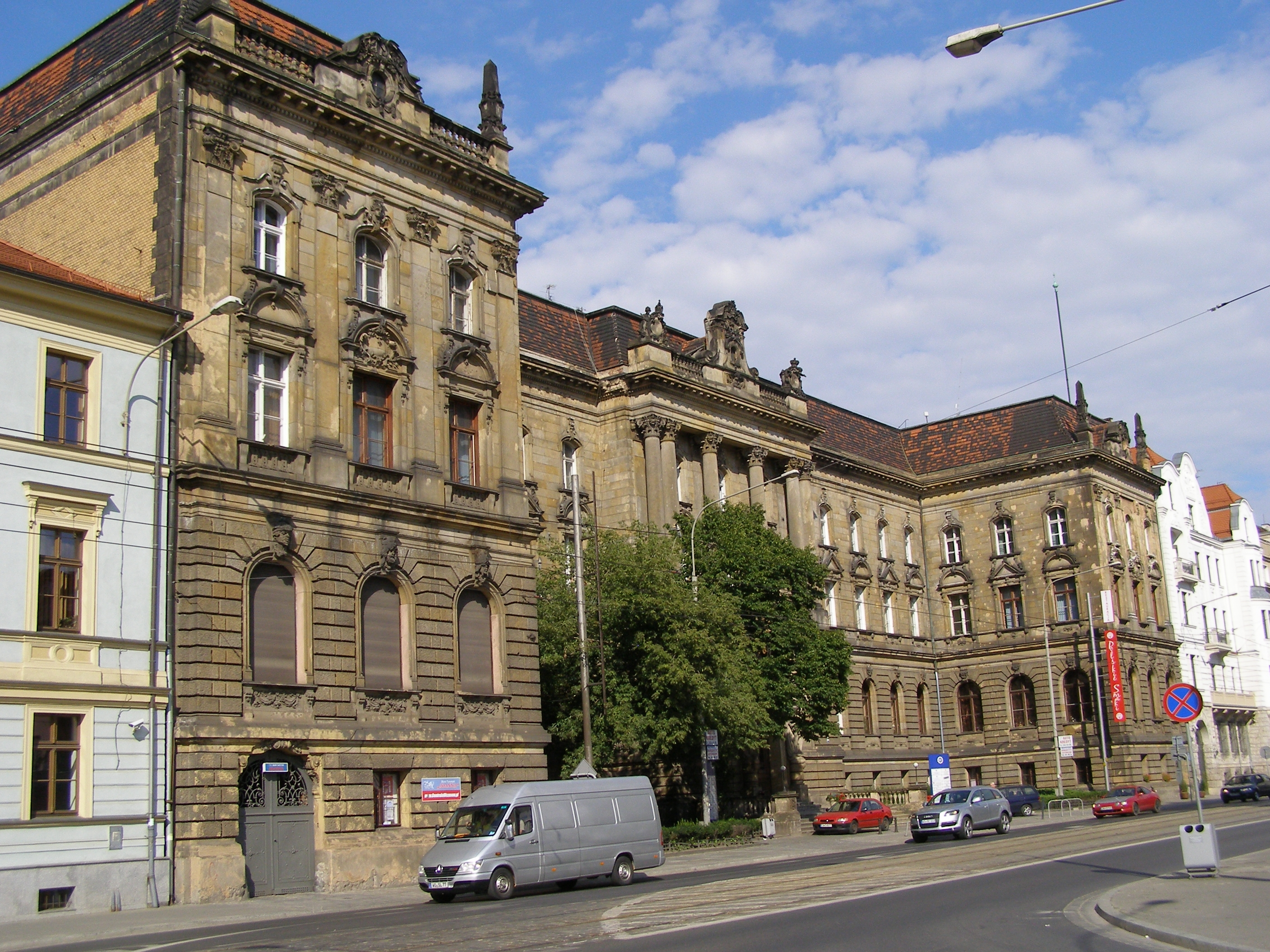
Landeshaus der Provinz Schlesien

Der Provinziallandtag tagte ursprünglich im Breslauer Stadtschloss. 1893–1896 wurde das Landeshaus der Provinz Schlesien als eigenes Parlamentsgebäude errichtet. Seit 1945 ist es Sitz der Obersten Technischen Organisation (polnisch: Naczelna Organizacja Techniczna).

## Landtags-Marschall
- Heinrich von Anhalt-Köthen
- Hans Heinrich X. Fürst von Pless
- Heinrich Fürst zu Carolath-Beuthen (6. Landtag) 1841
- Otto Theodor von Seydewitz
- Victor I. von Ratibor

## Mitglieder
Für die Mitglieder siehe Kategorie:Mitglied des Provinziallandtages von Schlesien.